# 天后圣宫
天后圣宫，位于中国广东省揭阳市揭西县棉湖镇，为揭西县的一个县级文物保护单位，类型为古建筑，公布时间为1999年。
天后圣宫的历史年代为明代。